# Полянка (Ленінградська область)
Полянка (рос. Полянка) — присілок у Лодєйнопольському районі Ленінградської області Російської Федерації.
Населення становить 1 особу. Належить до муніципального утворення Альоховщинське сільське поселення.

## Історія
Згідно із законом від 20 вересня 2004 року № 63-оз належить до муніципального утворення Альоховщинське сільське поселення.

## Населення
| 1838 | 1927 | 1958 | 1997 | 2007 | 2010 | 2014 |
| ---- | ---- | ---- | ---- | ---- | ---- | ---- |
| 14   | ↗102 | ↘81  | ↘6   | ↘1   | →1   | ↘0   |
| 2015 | 2016 |      |      |      |      |      |
| ↗1   | →1   |      |      |      |      |      |